# Іванівська сільська територіальна громада (Тернопільська область)
Іванівська сільська громада — територіальна громада в Україні, в Тернопільському районі Тернопільської области. Адміністративний центр — с. Іванівці.
Площа громади — 109,8 км², населення — 4131 осіб (2020).
Утворена 17 липня 2015 року шляхом об'єднання Глещавської, Іванівської, Ілавченської, Сороцької сільських рад Теребовлянського району.
19 липня 2020 року, в результаті адміністративно-територіальної реформи та ліквідації Теребовлянського району, увійшла до складу Тернопільського району.

## Населені пункти
У складі громади 5 сіл:
- Глещава
- Іванівка
- Ілавче
- Лозівка
- Сороцьке